# San Siro (Italie)
Cet article concerne la commune de San Siro (province de Côme). Pour les articles homonymes, voir San Siro.
San Siro est une commune italienne de la province de Côme, dans la région Lombardie.
- Villa La Gaeta

## Administration
| Période                                  | Période | Identité | Étiquette | Qualité |
| ---------------------------------------- | ------- | -------- | --------- | ------- |
|                                          |         |          |           |         |
| Les données manquantes sont à compléter. |         |          |           |         |

### Hameaux

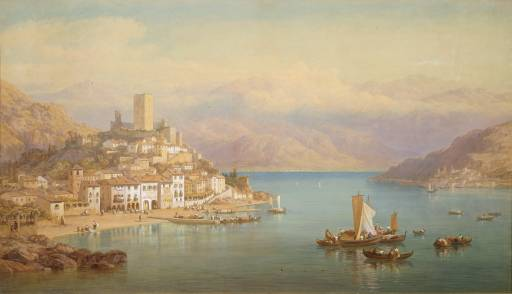

- Rezzonico, Sant' Abbondio

### Communes limitrophes
Bellano, Cremia, Dervio, Menaggio, Perledo, Plesio